# 森田伸子
森田 伸子（もりた のぶこ、1945年3月15日 - ）は、日本の教育学者。日本女子大学名誉教授。フランスの教育思想が専門。

## 来歴
中華民国生まれ。北海道出身。1966年お茶の水女子大学文教育学部卒業。71年東京大学大学院教育学研究科博士後期課程満期退学。拓殖大学海外事情研究所助手、助教授、教授、94年日本女子大学人間社会学部教授。2013年定年退職。

## 著書
- 『子どもの時代 『エミール』のパラドックス』新曜社　1986
- 『テクストの子ども ディスクール・レシ・イマージュ』世織書房　1993
- 『文字の経験 読むことと書くことの思想史』勁草書房　2005
- 『子どもと哲学を 問いから希望へ』勁草書房　2011
- 『哲学から〈てつがく〉へ! 対話する子どもたちとともに』勁草書房, 2021.2

### 共編著
- 『教育と政治 戦後教育史を読みなおす』森田尚人,今井康雄共編著　勁草書房　2003
- 『言語と教育をめぐる思想史』編著. 勁草書房, 2013.1
- 『教育思想史で読む現代教育』森田尚人共編著. 勁草書房, 2013.3

### 翻訳
- フィリップ・アリエス『<教育>の誕生』中内敏夫共編訳　新評論　1983
- E.クラパレード『機能主義教育論』原聡介共著訳　明治図書出版　世界新教育運動選書 1987
- ブロニスラフ・バチコ『革命とユートピア 社会的な夢の歴史』新曜社　1990
- ジャン・ルイ・フランドラン『フランスの家族 アンシャン・レジーム下の親族・家・性』小林亜子共訳　勁草書房　1993